# Feuille d'or

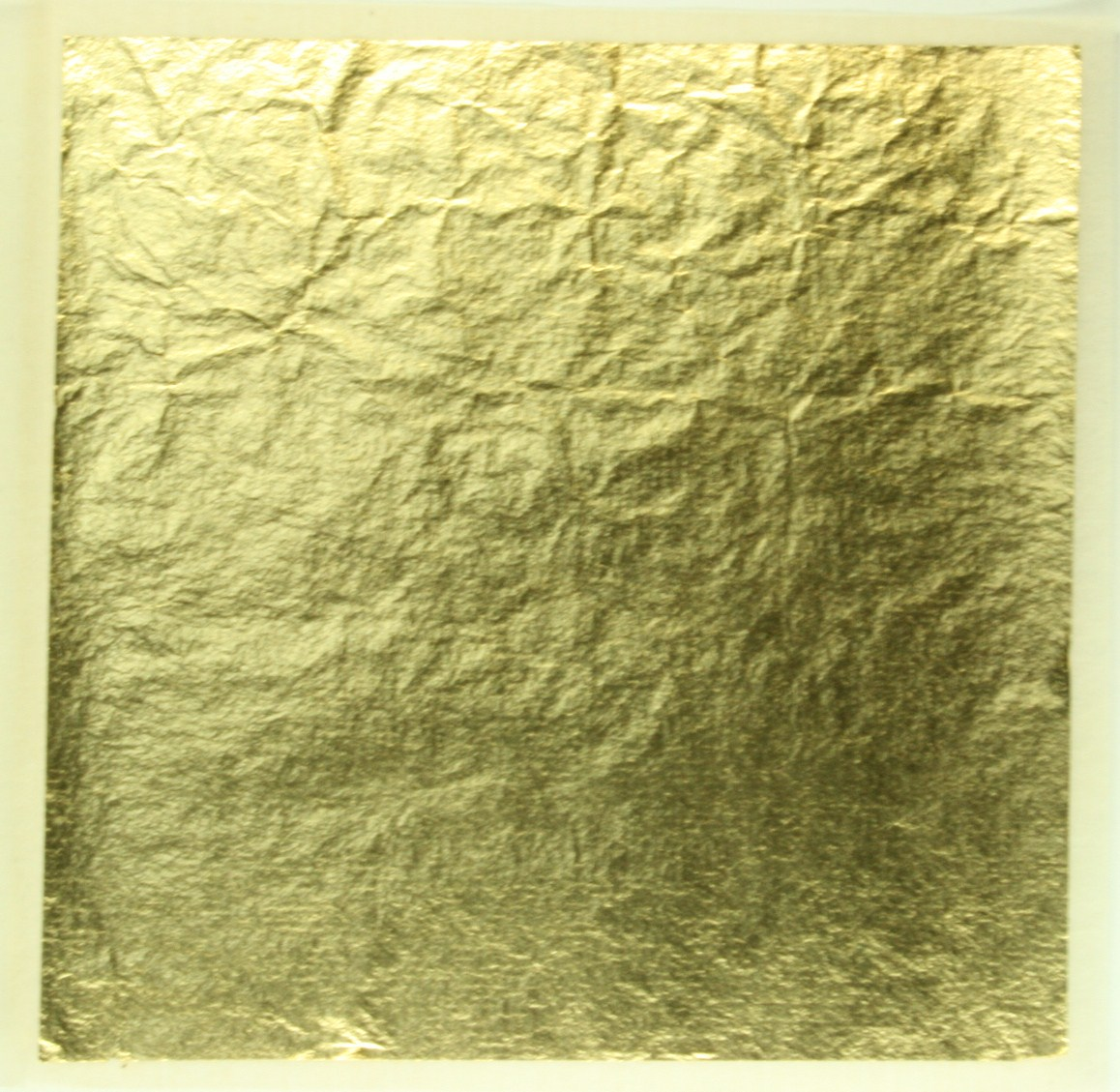
Une feuille d'or (五毛色）destinée à l'art traditionnel sino-nippon de la dorure (縁付金箔)

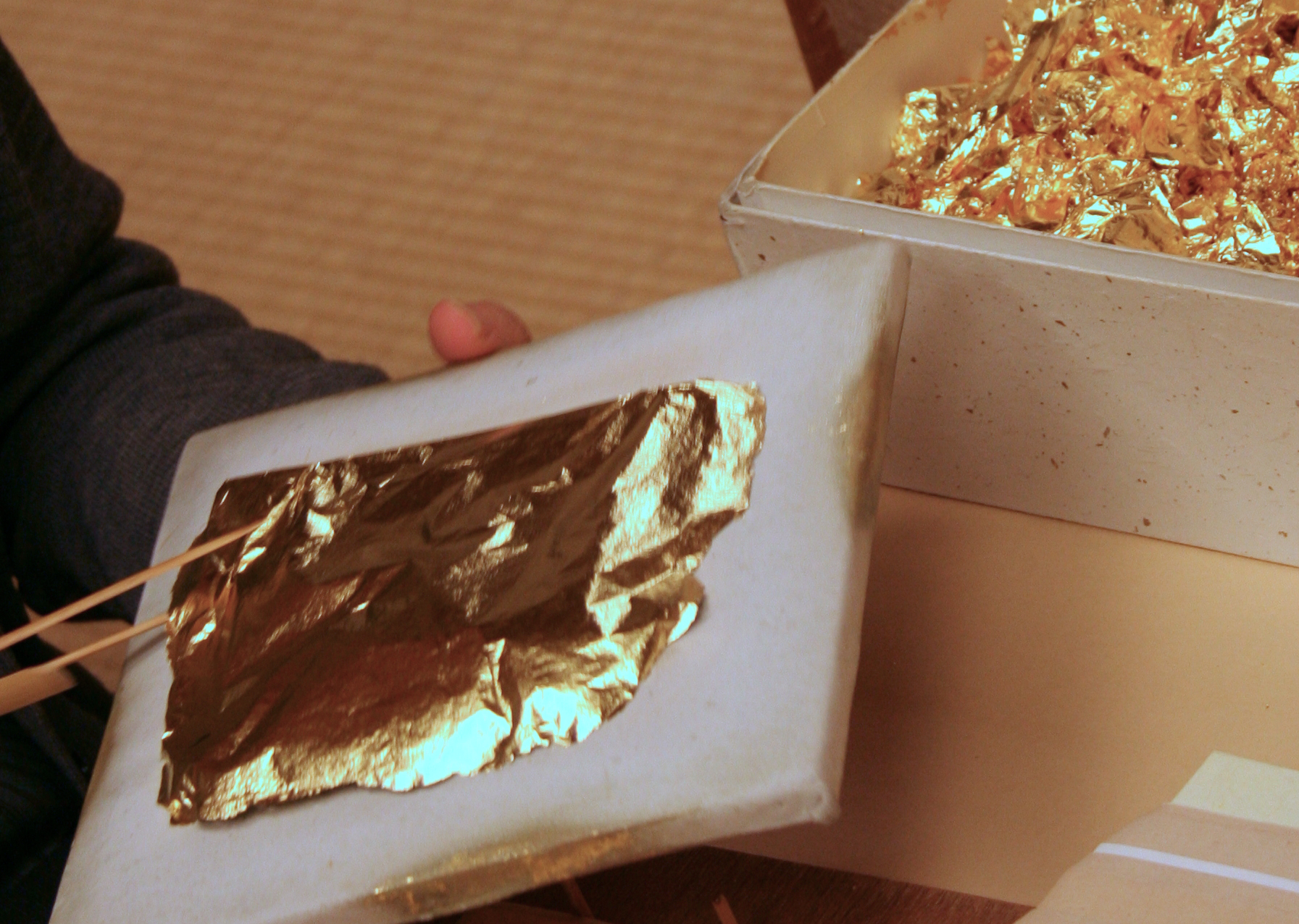
Une feuille d'or.

La feuille d'or est un des résultats du travail artisanal d'un batteur d'or, elle peut être aussi obtenue grâce à une machine-outil : le laminoir. La feuille d'or est le matériel de départ de la « dorure à froid », une technique de dorure. C'est par exemple avec des feuilles d'or que sont « dorés à la feuille » certaines moulures et les cadres luxueux visibles au château de Versailles. La feuille d'or permet aussi de recouvrir des bas-reliefs, dès lors nommés dorures. On parle aussi dans ce sens des « ors de la République française » puisque de nombreux ministères ont hérité de cette décoration. Bien sûr, ces éléments décoratifs ne sont pas tous « dorés à la feuille », mais plus simplement recouverts d'une peinture dorée. Des éléments architecturaux considérables comme des coupoles, par exemple le dôme des Invalides, sont parfois recouverts de feuilles d'or. Mais, pour ce dernier cas, 12 kilos seulement (l'équivalent d'un lingot d'or anglais) ont été nécessaires.
L'or étant le métal le plus malléable de la classification périodique, des feuilles d'or sont aussi utilisées lors d'expériences de physique.
Une expérience en particulier, l'expérience de Rutherford, a permis, grâce à la finesse extrême d'une feuille d'or (6000 Å) de déterminer la structure générale de la matière.

## Lambris et cadres

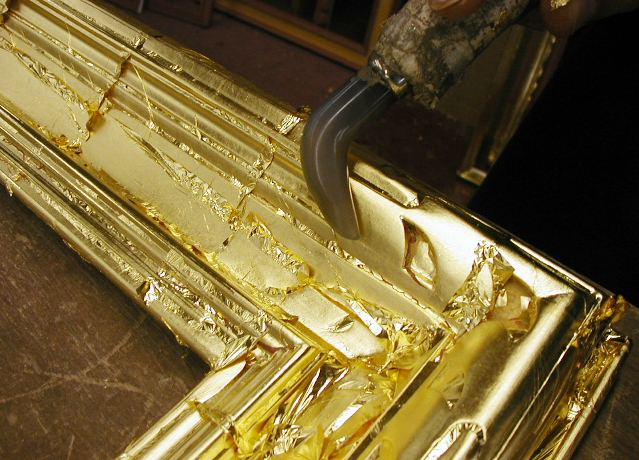
Une agate est utilisée lors de la dorure à froid (dorure à la feuille).

## Icônes et représentation
La confection et la restauration d'œuvres comme les icônes (icônes russes, icônes roumaines) mais aussi de tableaux comme la  Pietà de Villeneuve-lès-Avignon, conservé au Louvre, nécessite l'usage de la feuille d'or.

## Sculpture
Rares sont les sculptures en or massif. Un débat subsiste toujours sur le Veau d'or. La plupart du temps, et ce depuis l'antiquité, les sculptures (qu'elles soient en bois ou en métal) sont dorées à la feuille. La statue placée au sommet de la Colonne de Juillet, le Génie de la Liberté, dit Génie de la Bastille est une statue de bronze dorée à la feuille.

## Architecture
La feuille d'or fait depuis longtemps partie intégrante de l'architecture pour signaler les structures importantes, à la fois pour son aspect esthétique mais aussi parce que la nature non réactive de l'or confère un fini protecteur.
L'or devient prépondérant dans l'architecture des églises et basiliques, romaines comme byzantines, au Ve siècle.

## Usage commercial
Marx doute que l'extraction de l'or ait été une activité rentable. La transformation d'un métal aussi précieux pose de nombreuses questions sur la valeur d'échange et la valeur d'usage du « produit feuille d'or ». Le savoir-faire du batteur d'or est-il échangeable (par le système monétaire) en plus-value industrielle ?

## Usage culinaire
Les feuilles d'or destinées à l'usage culinaire (additif portant le code E175) doivent uniquement répondre à des critères généraux d'hygiène. De très  petites quantités sont utilisées pour la décoration de chocolats.

## Galerie

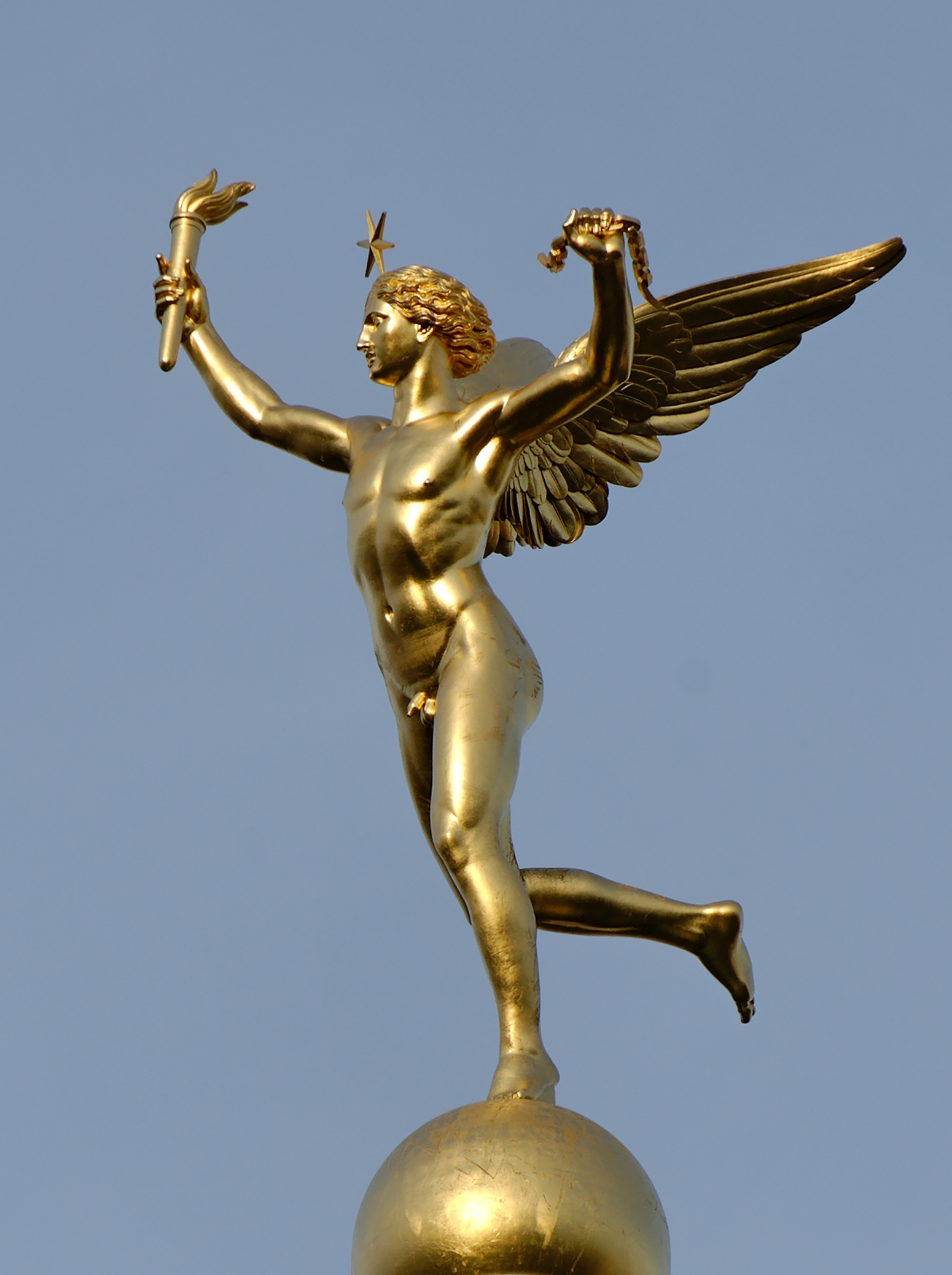
La statue du Génie de la Liberté, dit de la Bastille, au sommet de la Colonne de Juillet, Place de la Bastille (Paris).
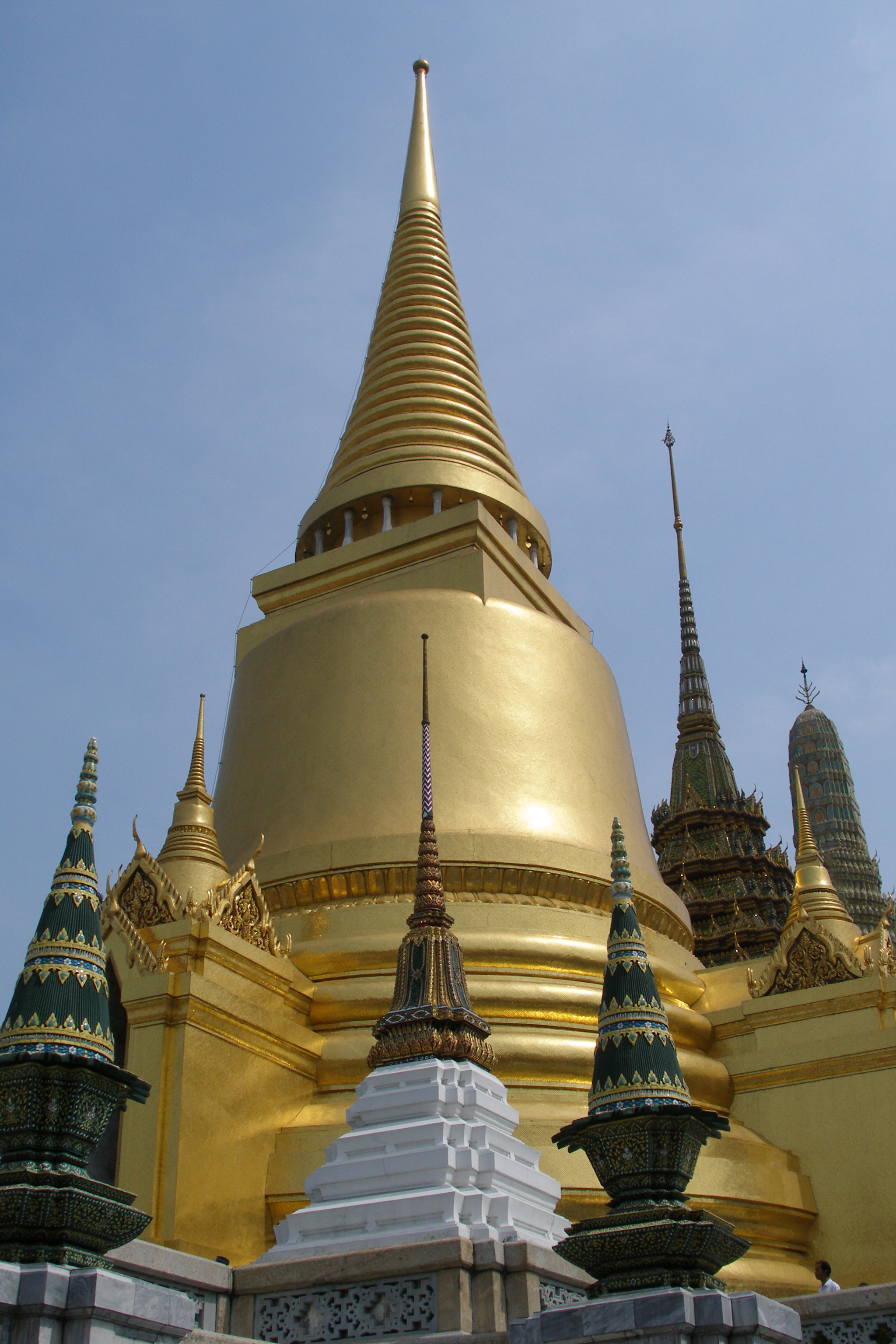
Le Wat Phra Kaeo à Bangkok (Thaïlande).
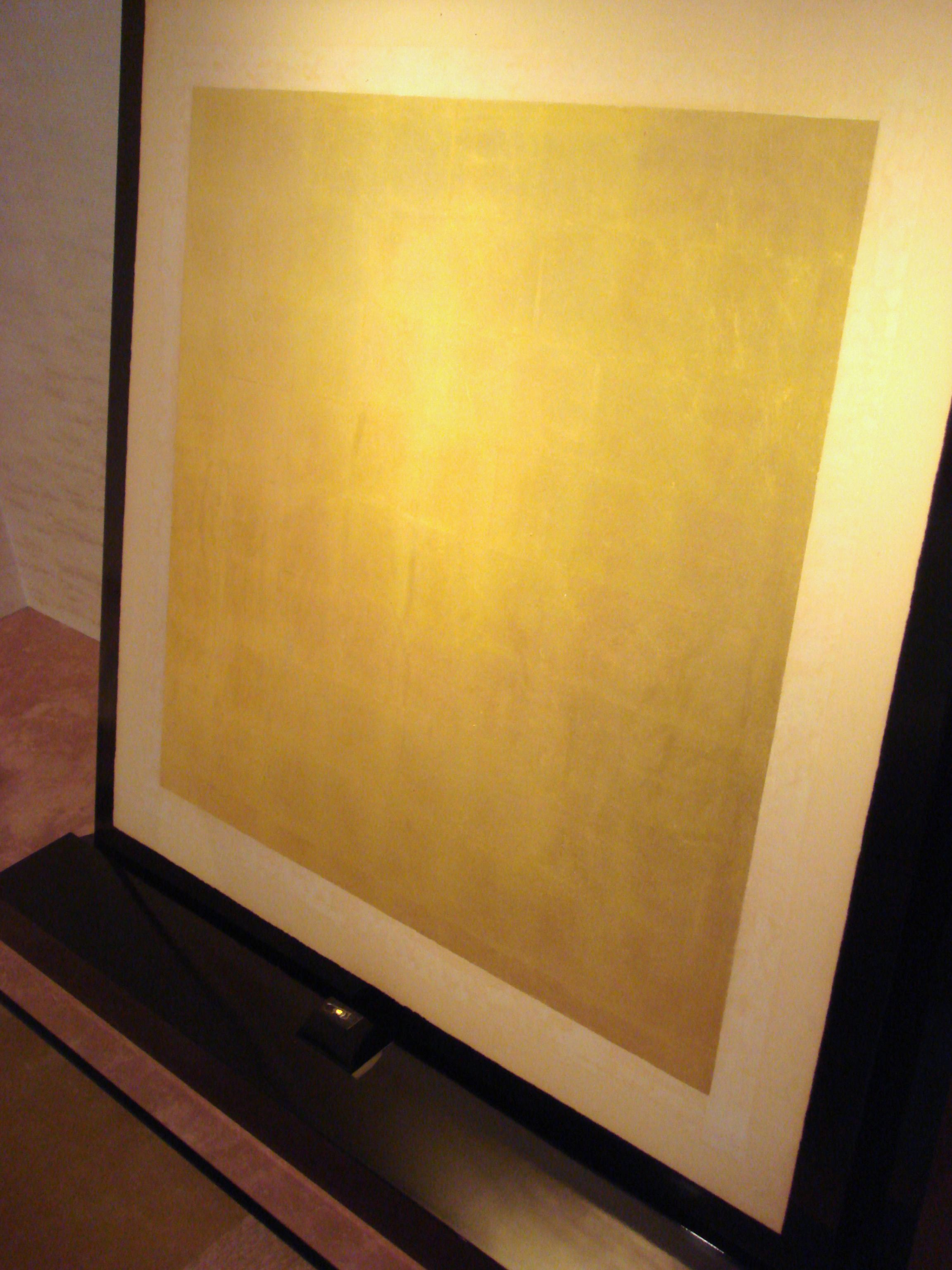
À partir d'une pépite de 5 mm de diamètre, il est possible d'obtenir une feuille d'un demi-mètre carré. Musée de la Mine d'or de Toi au Japon.
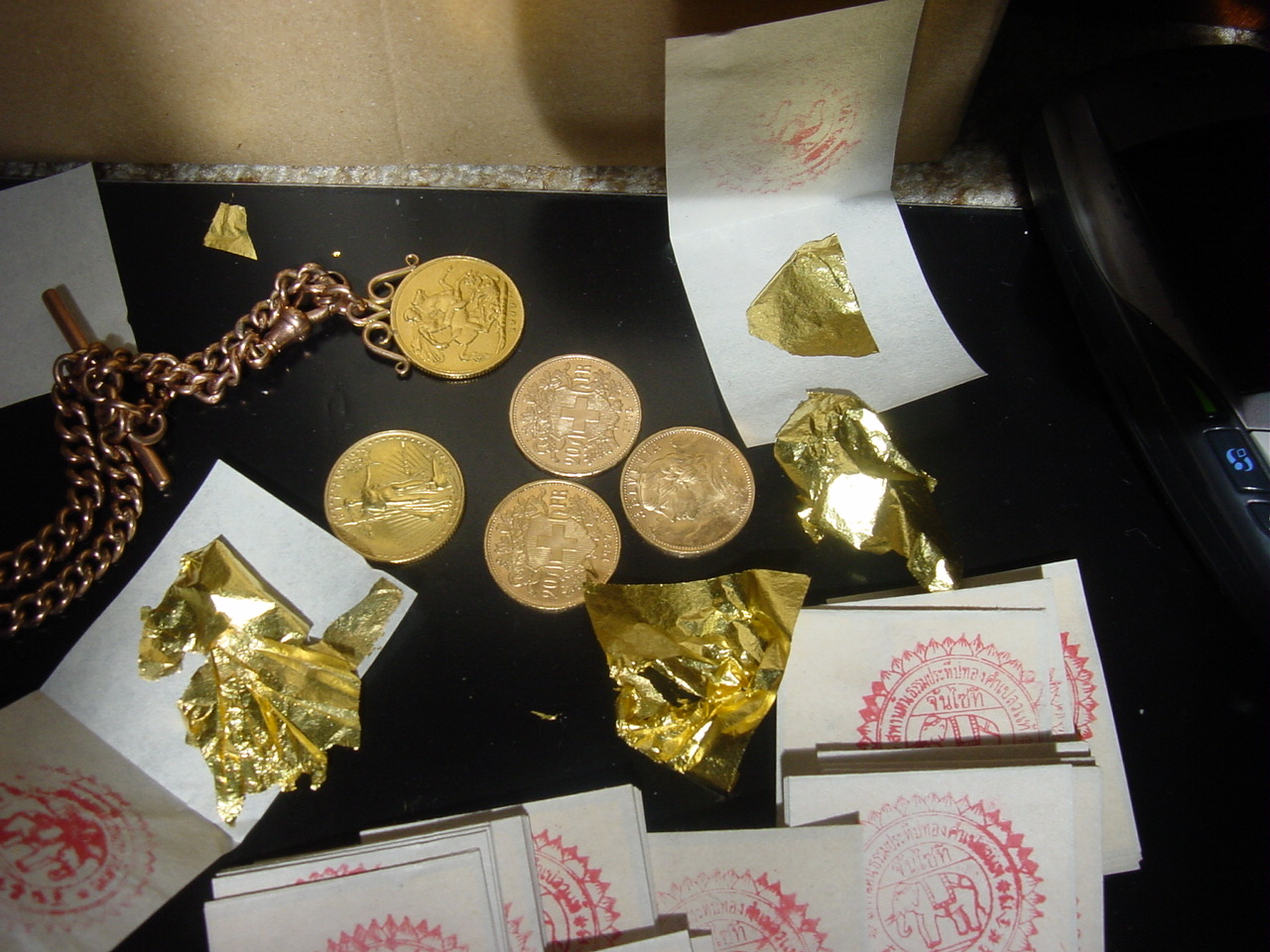
À côté d'une pièce anglaise au bout d'une chaine, d'un Liberty dollar et de trois pièces de 20 francs suisses, des feuilles d'or achetées à Bangkok d'une épaisseur d'environ 100 nm.